# الجائزة البحرية الدولية
الجائزة البحرية الدولية هي جائزة تمنحها المنظمة البحرية الدولية للأفراد أو المنظمات غير الحكومية التي «قدمت أكبر مساهمة في عمل وأهداف المنظمة البحرية الدولية». تُمنح الجائزة سنويًا من قبل مجلس المنظمة البحرية الدولية. على الرغم من أنه من الممكن أن لا يمنح المجلس الجائزة إذا لم يتم تعيين مرشح مناسب, إلا أن هذا لم يحدث أبدًا منذ أن تم تقديم الجائزة لأول مرة في عام 1980. لا يمكن تقديم الترشيحات للجائزة إلا من قبل حكومات الدول الأعضاء في المنظمة البحرية الدولية أو المنظمات والهيئات والبرامج التي تشكل جزءًا من الأمم المتحدة أو المنظمات الحكومية الدولية التي وقعت اتفاقية تعاون مع المنظمة البحرية الدولية أو عن طريق المنظمات الدولية غير الحكومية ذات المركز الاستشاري. من الممكن أيضًا أن تُمنح الجائزة بعد الوفاة.
تمنح الجائزة منحة قدرها 1000 دولار وتمثال لدلفين. بالإضافة إلى ذلك, فإن الفائز مدعو لنشر ورقة علمية حول موضوع يتعلق بعمل المنظمة البحرية الدولية والتي يتم نشرها في المجلة الفصلية للمنظمة.
في عام 1998, كان الاتحاد الدولي للإنقاذ البحري هو المنظمة الأولى والوحيدة حتى الآن التي مُنحت لها الجائزة. في عام 2010, كانت ليندا جونسون أول امرأة تفوز بالجائزة.

## الفائزون
- 1980: مودولف هريد
- 1981: رودريك واي إدواردز
- 1982: جورج ايه ماسلوف
- 1983:  Hjálmar R. Bárdarson
- 1984: شن تشاوقي
- 1985: بير إريكسون
- 1986: مصطفى فوزي
- 1987: جيمس كاولي
- 1988: اميل يانسن
- 1989: جيرزي دورفر
- 1990: زينون سدوغوس
- 1991:  C.P. Srivastava
- 1992: يوشيو ساسامورا
- 1993:  John William Kime
- 1994: جون س. بيراكيس
- 1995:  G. Ivanov
- 1996:  T. Funder
- 1997: جمال الدين احمد مختار
- 1998:  International Lifeboat Federation
- 1999: إيان ميلز ويليامز
- 2000: هيكي جوهاني فالكونين
- 2001:  Giuliano Pattofatto *
- 2002: فرانك وول
- 2003: وليام اونيل
- 2004: لويس مارتينيز
- 2005: توم آلان
- 2006:  /  Igor Ponomarev * / Alfred Popp
- 2007:  Jørgen Rasmussen
- 2008:  Alberto Alemán Zubieta
- 2009: جوهان فرانسون
- 2010:  ليندا جونسون *
- 2011:  Efthimios Mitropoulos
- 2012: الدكتور توماس أ. منساه
- 2013:  Dr. José Eusebio Salgado y Salgado
- 2014:  Yōhei Sasakawa
- 2015: فرانك ويسوال
- 2016: يتيم سيكيسوي
- 2017: بيرجيت سولينج أولسن
- 2018: جوزيف ج. أنجيلو
- 2019: بيتر هينشليف
- 2020: بول سادلر
- 2021: ديفيد أتارد
- 2022: آنيليز يوست

* تم منح الجائزة بعد وفاته.